# Prisca
Prisca (... – 315) fu moglie dell'imperatore romano Diocleziano ed augusta.

## Biografia
Prisca ebbe da Diocleziano Valeria Galeria, la seconda moglie dell'imperatore Galerio. Durante la persecuzione del 303 contro i cristiani, Prisca, cristiana anch'essa o almeno favorevole a loro, fu obbligata a sacrificare agli dei. 
Dopo la morte di Galerio nel 311, il destino di Prisca, di sua figlia e del suo nipote adottivo Candidiano si fece tragico: venne infatti esiliata in Siria dall'imperatore Massimino Daia, e in seguito arrestata e giustiziata per ordine di Licinio (315).